# 후지타 고헤이
후지타 고헤이(일본어: 藤田 浩平, 1989년 6월 19일 ~ )는 일본의 전 축구 선수이다.

## 구단 경력
과거 카마타마레 사누키에서 활동하였다.